# Charlottetown (Meteorit)
Koordinaten: 46° 17′ 21″ N, 63° 4′ 7″ W
Der Meteorit Charlottetown ist ein gewöhnlicher Chondrit, dessen Fall am 25. Juli 2024 um 17:02:20 Uhr lokaler Zeit (Atlantic Standard Time, UTC−4) auf ein privates Anwesen auf Prince Edward Island (Kanada) von einer Überwachungskamera festgehalten wurde.

## Fund und Bergung
Die Aufnahmen der Sicherheitskamera zeichneten den Aufprall des Steins auf dem Gehweg in Bild und Ton und fest. In nur 1–2 Bilder des Videos ist der Fall des dunklen Steins zu sehen, was auf eine schnelle Bewegung hindeutet. Der Einschlag des Meteoriten hatte eine etwa 2 × 2 cm große Einkerbung im Gehweg verursacht.
Die Eigentümer Laura Kelly und ihr Partner fanden von einem Abendspaziergang in der Gemeinde Marshfield im Osten von Charlottetown auf ihrem Gehweg ein sternförmiges Muster aus grauem Staub. Noch ohne zu wissen, worum es sich handelte, kehrten sie den Staub weg und spülten ihn vom Gehweg. Erst nachdem sie sich die Aufnahmen der Sicherheitskamera angesehen hatten, erkannten sie, dass es sich um Meteoriten handeln könnte. Sie sammelten zunächst etwa 7 g des stark fragmentierten Materials aus dem Gras neben dem Gehweg und leiteten die Aufnahmen der Kamera an das Meteoriten-Meldesystem der University of Alberta (UAb) weiter.
Nach einer noch vorläufigen Einschätzung bestätigte Chris Herd von der UAb ihnen gegenüber die Vermutung, dass es sich bei dem Material um das eines Meteoriten handeln könnte.
Die Eigentümer sammelten daraufhin mit einem Staubsauger und einem Magneten am 2. August 2024 zunächst weitere 16 g, und am 8. August 2024 nochmals weitere 72 g Material aus dem Gras neben dem Gehweg – leider hatte es zwischen dem Zeitpunkt des Sturzes und dem 2. August geregnet.

## Beschaffenheit
Die Fragmente haben eine hellgraue Matrix aus sehr feinkörnigen, meist durchscheinenden Kristallen. In dieser Matrix befinden sich größere, durchscheinende weiße bis graue Kristalle und einige metallisch aussehende Partikel, die von einer leichten Eisenverfärbung umgeben sind.
Geochemisch sind Olivin, Pyroxen und Plagioklas nachweisbar.
Die optische und mikrosensorische Untersuchung eines polierten Dünnschliffs zeigt eine Vielzahl von gut abgegrenzten Chondren in einer rekristallisierten Matrix, die von Brekzien durchzogen ist. Der Plagioklas hat einen Durchmesser von bis zu 50 μm. Die Beschaffenheit des Olivins deutet allgemein auf Schockstufe S2 hin, in Bereichen der Brekzien aber eher auf S4. Die spät – einige Tage nach dem Fall – eingesammelten Proben zeigen infolge des Regens eine gewisse Metalloxidation; der Verwitterungsgrad ist annähernd W1.0.